# Auguste Paris (homme politique)
Pour les articles homonymes, voir Auguste Paris et Paris (homonymie).
Auguste Paris, né le 12 novembre 1826 à Saint-Omer (Pas-de-Calais) et mort le 18 décembre 1896 à Arras (Pas-de-Calais), est un avocat, historien et homme politique français. Spécialisé sur la liberté de l'enseignement supérieur et les sujets économiques à l'Assemblée nationale et au Sénat, il est ministre des Travaux publics dans le troisième gouvernement Broglie.

## Biographie
Auguste Paris naît le 12 novembre 1826 à Saint-Omer, dans le Pas-de-Calais. Il est élève à Saint-Bertin, avant d'étudier le droit ; en 1855, il soutient une thèse intitulée : De la puissance paternelle. Inscrit au barreau d'Arras, où il se distingue par ses sentiments conservateurs et monarchistes, il publie plusieurs ouvrages, dont La Terreur dans le Pas-de-Calais et dans le Nord : histoire de Joseph Le Bon et des tribunaux révolutionnaires d'Arras et de Cambrai (1864), Louis XI et la ville d'Arras (1868) et La Jeunesse de Robespierre et la convocation des États généraux en Artois (1870), qui lui valent d'être admis à l'Académie des sciences, lettres et arts d'Arras,.
Candidat sur la liste monarchiste du Pas-de-Calais lors des élections du 8 février 1871, il est élu, le 6e sur 15, avec 138 368 voix sur 149 532 votants et 206 432 inscrits, à l'Assemblée nationale, où il siège sur les bancs de la droite. Manifestant des opinions orléanistes, il vote pour la paix, les prières publiques, l'abrogation des lois d'exil, le pouvoir constituant de l'Assemblée, contre le retour à Paris. Il contribue à la chute d'Adolphe Thiers, le 24 mai 1873, et soutient le premier gouvernement Broglie. Le 6 juin 1873, il défend une proposition de loi relative aux conseillers généraux d'arrondissement ou municipaux qui auraient refusé de remplir leurs fonctions,.

La commission des Trente présidée par Batbie, en mars 1874, réunie dans une des salles du musée de Versailles, d'après un dessin de G. Janet et un croquis de Pelcoq, gravure Amédée Daudenarde.

Après l'échec des tentatives de restauration monarchique, il approuve la prorogation des pouvoirs du maréchal Mac-Mahon et le septennat. En 1874, il soutient jusqu'au bout le deuxième gouvernement Broglie et devient rapporteur de la Commission des Trente. En juin 1875, il intervient dans la discussion de la loi sur la « liberté de renseignement supérieur ». Puis il vote pour le scrutin d'arrondissement et présente en qualité de rapporteur le projet de dissolution de l'Assemblée, adopté le 30 décembre 1875,.
Candidat des conservateurs au Sénat dans le Pas-de-Calais, il est élu, le 30 janvier 1876, le 1er sur 4, par 609 voix sur 1 004 votants. Siégeant à droite, il s'oppose à la proposition d'amnistie de Victor Hugo, réclamant au contraire de nouvelles poursuites pour les événements insurrectionnels de 1871. Lors de la crise du 16 mai 1877, il entre dans le troisième gouvernement Broglie en qualité de ministre des Travaux publics,. 
Lors des élections législatives d'octobre 1877, il participe au système des candidatures officielles : il adresse à ses agents une série de circulaires, chargeant notamment les employés des compagnies de chemins de fer de la police électorale. Après la victoire républicaine, il se prononce, comme ses collègues, pour la résistance et quitte le ministère le 22 novembre,.
De retour sur les bancs du Sénat, il s'oppose au cinquième gouvernement Dufaure et aux lois Ferry sur l'enseignement ; il parvient à faire voter un amendement supprimant l'examen de fin d'année pour les enfants qui reçoivent l'instruction dans leurs familles, ainsi que l'envoi des enfants dans une école publique ou privée au choix des parents lorsque des examens auraient prouvé qu'une instruction suffisante ne leur est pas donnée (mesures remplacées par une citation devant le juge de paix, avec une amende de 11 à 15 francs pour toute sanction) dans la loi du 16 juin 1881,,.
Battu avec 499 voix sur 1 001 votants lors du renouvellement triennal du 6 janvier 1882, il retrouve le Sénat à l'occasion des élections du 6 janvier 1885 avec 1 044 voix sur 1 759 votants. Après avoir renoncé à se représenter en 1891, il se retire à Arras, dans sa maison de la place Saint Géry, se consacrant son cabinet d'avocat et son travail d'historien. Il meurt dans cette ville le 18 décembre 1896, à l'âge de 70 ans,.

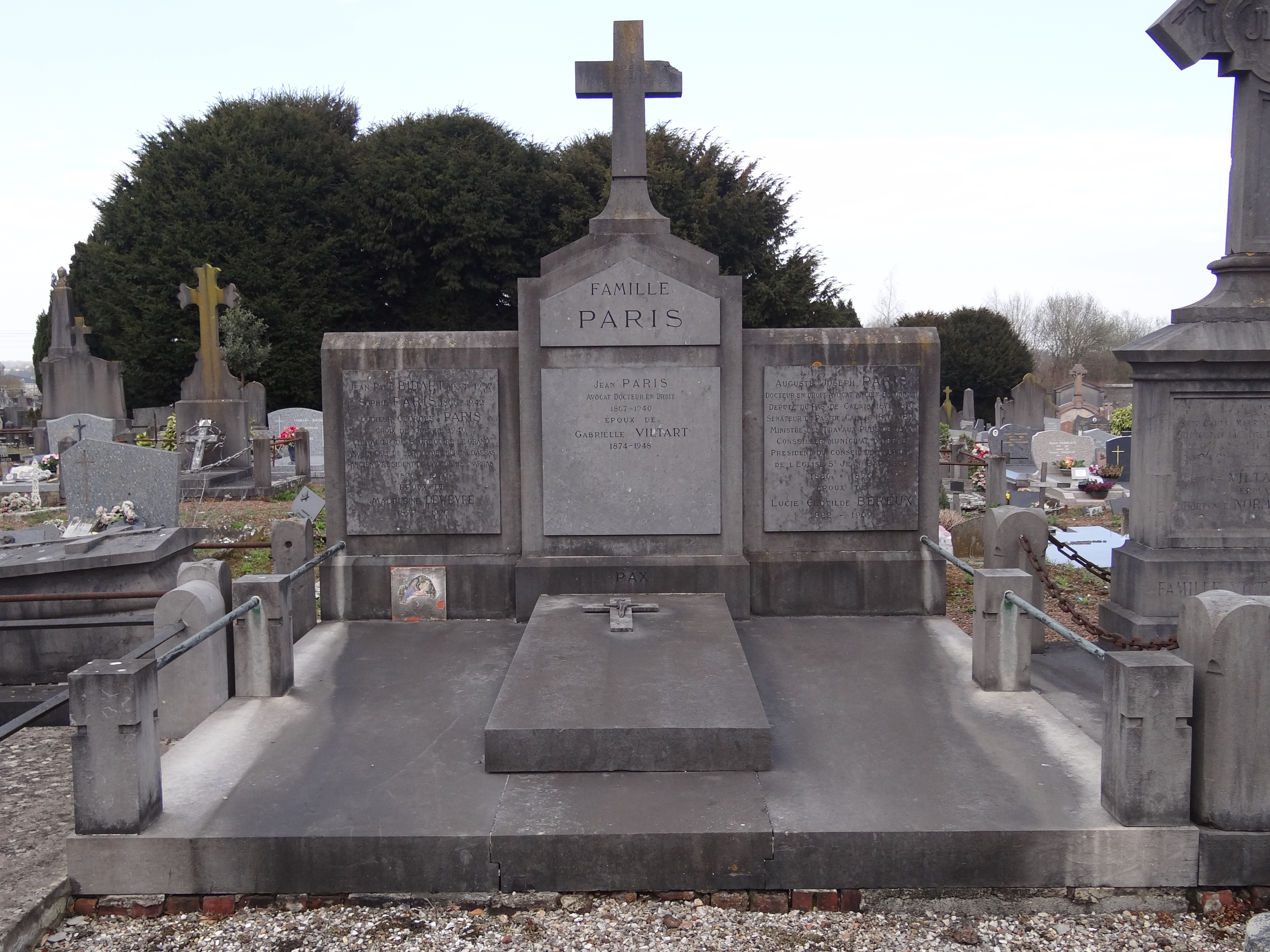
La tombe d'Auguste Paris au cimetière d'Arras (Pas-de-Calais).

## Famille
Marié à Lucie Béreux (3 juin 1822-29 décembre 1909), il est le père de Jean Paris, avocat à Arras, né le 6 décembre 1867, qui étudie à la faculté catholique de droit de Lille, puis à l'université de Paris, d'où il sort docteur en 1891, et le grand-père de Georges Paris (1895-1970).

## Publications
- La Terreur dans le Pas-de-Calais et dans le Nord : histoire de Joseph Le Bon et des tribunaux révolutionnaires d'Arras et de Cambrai, Arras, Rousseau-Leroy, 1864, VIII-675 p. (lire en ligne) (lire en ligne sur Gallica)
- Louis XI et la ville d'Arras 1477-1483, étude historique, Arras, Imprimerie de Rousseau-Leroy, 1868, 45 p.
- La Jeunesse de Robespierre et la convocation des États généraux en Artois, Arras, Vve Rousseau-Leroy, 1870, VI-416-CXVII (lire en ligne)
- Le Baron Liborel, avocat au Conseil d'Artois, membre de l'échevinage d'Arras et des États d'Artois, président du district d'Arras, président du tribunal civil de Saint-Omer, député au Conseil des Anciens, Conseiller à la Cour de Cassation (1739-1829). Notice historique, Arras, Imprimerie de Rochard-Courtin, 1879, 91 p.

## Fonctions
- Ministre des Travaux publics du 17 mai au 22 novembre 1877 dans le gouvernement Broglie III .
- Sénateur du Pas-de-Calais du 30 janvier 1876 au 6 janvier 1882, et du 25 janvier 1885 au 3 janvier 1891.

### Sources primaires
- Jean-Marc Guislin ( éd.), Un ministre artésien dans la crise du 16 mai : la correspondance entre Auguste et Lucie Paris (16 mai-23 novembre 1877), Villeneuve-d'Ascq, Centre de recherche sur l'histoire de l'Europe du Nord-Ouest, Université Charles de Gaulle-Lille 3, coll. « Histoire et littérature régionales » (no 32), 2002, 300 p. (ISBN 2-905637-37-4, présentation en ligne, lire en ligne).